# Scottish League Cup 1999/2000
Der Scottish League Cup wurde 1999/2000 zum 54. Mal ausgespielt. Der schottische Ligapokal, begann am 31. Juli 1999 und endete mit dem Finale am 19. März 2000. Am Wettbewerb nahmen die Vereine der Scottish Football League und Scottish Premier League teil. Wurde ein Duell nach 90 Minuten plus Verlängerung nicht entschieden, kam es zum Elfmeterschießen. Den Titel sicherte sich Celtic Glasgow im Finale gegen den FC Aberdeen.

## 1. Runde
Ausgetragen wurden die Begegnungen am 31. Juli 1999.
|                    | Ergebnis        |                       |
| ------------------ | --------------- | --------------------- |
| Albion Rovers      | 0:3 n. V.       | FC Clyde              |
| Brechin City       | 0:2             | FC Dumbarton          |
| FC Clydebank       | 1:2             | FC East Stirlingshire |
| FC Cowdenbeath     | 0:2             | FC Livingston         |
| FC East Fife       | 2:2 (?:? i. E.) | Stirling Albion       |
| FC Montrose        | 1:2             | Hamilton Academical   |
| Partick Thistle    | 0:2             | Alloa Athletic        |
| Queen of the South | 1:0 n. V.       | FC Arbroath           |
| FC Queen’s Park    | 2:1             | Berwick Rangers       |
| Ross County        | 2:1 n. V.       | Forfar Athletic       |
| FC Stenhousemuir   | 1:3             | Inverness CT          |
| FC Stranraer       | 0:1             | Raith Rovers          |

## 2. Runde
Ausgetragen wurden die Begegnungen am 17. und 18. August 1999.
|                       | Ergebnis        |                     |
| --------------------- | --------------- | ------------------- |
| FC Aberdeen           | 1:0             | FC Livingston       |
| Ayr United            | 2:1             | Hamilton Academical |
| FC Clyde              | 2:2 (?:? i. E.) | Hibernian Edinburgh |
| FC Dundee             | 4:0             | FC Dumbarton        |
| FC East Fife          | 2:2 (?:? i. E.) | Airdrieonians FC    |
| Inverness CT          | 2:0 n. V.       | FC St. Mirren       |
| Greenock Morton       | 1:3             | Alloa Athletic      |
| Dundee United         | 3:1 n. V.       | Ross County         |
| Dunfermline Athletic  | 4:0             | FC Queen’s Park     |
| FC East Stirlingshire | 0:2 n. V.       | FC Falkirk          |
| Queen of the South    | 1:3             | Heart of Midlothian |
| Raith Rovers          | 2:2 (?:? i. E.) | FC Motherwell       |

## 3. Runde
Ausgetragen wurden die Begegnungen am 12. und 13. Oktober 1999.
|                  | Ergebnis        |                      |
| ---------------- | --------------- | -------------------- |
| FC Aberdeen      | 1:1 (?:? i. E.) | FC Falkirk           |
| Alloa Athletic   | 1:3             | FC Dundee            |
| FC East Fife     | 0:2             | Heart of Midlothian  |
| Inverness CT     | 0:1             | FC Motherwell        |
| FC Kilmarnock    | 3:2             | Hibernian Edinburgh  |
| Glasgow Rangers  | 1:0             | Dunfermline Athletic |
| FC St. Johnstone | 1:2             | Dundee United        |
| Ayr United       | 0:4             | Celtic Glasgow       |

## Viertelfinale
Ausgetragen wurden die Begegnungen am 1. Dezember 1999/2. Februar 2000.
|                | Ergebnis  |                     |
| -------------- | --------- | ------------------- |
| FC Aberdeen    | 1:0 n. V. | Glasgow Rangers     |
| Dundee United  | 3:2       | FC Motherwell       |
| Celtic Glasgow | 1:0       | FC Dundee           |
| FC Kilmarnock  | 1:0       | Heart of Midlothian |

## Halbfinale
Ausgetragen wurden die Begegnungen am 13./16. Februar 2000.
|                | Ergebnis |               |
| -------------- | -------- | ------------- |
| FC Aberdeen    | 1:0      | Dundee United |
| Celtic Glasgow | 1:0      | FC Kilmarnock |